# Eva Sandberg
Eva Marianne Carlsdotter Sandberg, ogift Schenström, född 24 februari 1907 i Ljungs socken, Göteborgs och Bohus län, död 15 september 1979 i Adolf Fredriks församling i Stockholm, var en svensk skulptör och grafiker.
Eva Sandberg studerade vid Accademia di Belle Arti i Perugia och vid olika teckningsskolor i Rom. Hon debuterade i en utställning tillsammans med Inga von Werdenhoff och Kalle Jansson i Nyköping och ställde därefter ut separat i bland annat Stockholm och Kristinehamn. Bland hennes offentliga arbeten märks en glaserad terracottarelief på Rådmansö församlingshem samt en terracottaskulptur på Kristinehamns lasarett. Hennes konst består av mindre skulpturer i terracotta och brons samt träsnitt och etsningar.
Hon var dotter till ingenjören Carl Schenström och Hedvig von Fieandt och från 1935 gift med redaktören Sten Sandberg (1903–1997). Eva Sandberg är gravsatt i minneslunden på Norra begravningsplatsen utanför Stockholm.